# Росси Чаваррия, Хорхе
Хорхе Росси Чаваррия (исп. Jorge Rossi Chavarría; 25 января 1922, Картаго, Коста-Рика — 3 января 2006, Сан-Хосе, Коста-Рика) — коста-риканский политик, юрист и предприниматель, вице-президент страны (1970—1974), и. о. министра иностранных дел Коста-Рики (1954).

## Биография
В возрасте 15 лет стал национальным чемпионом по шахматам (1937). Окончил юридический факультет Университета Коста-Рики и в 1945 г. вступил в Ассоциацию адвокатов. Был профессором факультета экономики и социальных наук Университета Коста-Рики.
- 1947—1948 гг. — юридический консультант Конфедерации трудящихся Коста-Рики.
- во время революции 1948 г. с братом Альваро Эрнаном присоединился к революционной армии — Карбискому легиону.
- 1951 г. — вместе с Хосе Фигересом Феррером выступил одним из соучредителей Партии национального освобождения.
- 1953—1956 гг. — министр финансов, одновременно в октябре-ноябре 1954 гг. — и. о. министра иностранных дел Коста-Рики в администрации президента Хосе Фигереса Феррера.
- 1958 г. — проиграв внутрипартийные праймериз, покинул партию и выдвигался на президентских выборах как независимый кандидат, чем расколол левоцентристский электорат.
- 1970—1974 гг. — вице-президент Коста-Рики во время правления Хосе Фигереса Феррера.
- 1980—1986 гг. — депутат Законодательного Собрания.
- 2002 г. — опубликовал автобиографию «Предательство верных» (La «traición» de los leales).